# Nissl-Schollen
Als Nissl-Schollen, Nissl-Substanz, Nissl-Granula oder auch Tigroid werden in der Neuroanatomie und Neuropathologie zelluläre Strukturen bezeichnet, die sich mit Hilfe basischer Farbstoffe blau, violett oder metachromatisch anfärben lassen und bei fast allen Nervenzellen zu finden sind, je nach Zelltyp als feinkörnige oder grobschollige Felder im Soma (Perikaryon) und in somanahen Dendritenbereichen.

## Färbemethode
Die Bezeichnung Nissl-Schollen bezieht sich auf den Erstbeschreiber der Färbemethode, den Heidelberger Psychiater Franz Nissl (1860–1919), der die nach ihm benannte Färbetechnik bei Nervenzellen anwandte. Doch sind auch andere Zellen mit hohem Eiweißumsatz auf diese Weise anfärbbar.

## Morphologische Differenzierung je nach neuronalem Zelltyp
Bei motorischen Neuronen zeigt die Nissl-Substanz eine grobschollige, gröbere und klumpigere Ausprägung, während sie z. B. bei Nervenzellen der sensiblen Spinalganglien staubfein im zellkernnahen Teils ihres Protoplasmas verteilt erscheint.

## Histochemie
Der Grad der Anfärbbarkeit von Nissl-Schollen geht einher mit der Proteinsyntheserate einer Zelle, insbesondere der Nervenzelle. Diese Eiweißproduktion ist in der Nähe des Zellkerns am höchsten und auf Ribonukleinsäure (RNA) angewiesen. Die Eiweißsynthese erfolgt im Ergastoplasma. Der ribosomenbesetzte Teil des rauen Endoplasmatischen Retikulums (rER) enthält RNA. Die Anfärbung der Nissl-Schollen mit Hilfe basischer Farbstoffe findet hierdurch eine Erklärung.
Die Synthese von Eiweißen findet bei einer Nervenzelle überwiegend im Bereich des Perikaryons statt, kaum in den Nervenzellfortsätzen, und nicht im Bereich des Neuriten. Der Neurit ist frei von Nissl-Schollen, bereits sein Ursprungskegel. An deren Fehlen lässt sich daher bei entsprechender Färbung im histologischen Schnittpräparat die Abgangsstelle des Axons schon lichtmikroskopisch erkennen. Erklärt werden kann diese Tatsache durch die Annahme, dass die im Perikaryon synthetisierten Eiweiße bei Arbeitsleistung vornehmlich im Axon (Neurit) verbraucht und unter Mitbeteiligung des Zellkerns wieder regeneriert werden. Daher besteht ein ständiger Einstrom von Plasma in den Neuriten. Der kontinuierliche Axoplasmastrom wird durch künstlichen Rückstau innerhalb des Neuriten und durch Isotopenmarkierung belegt. Die Dendriten enthalten Nissl-Substanz nur in geringerer Ausprägung in den perikaryonnahen Abschnitten.
Ausprägung und Verteilung der Nissl-Schollen können bei verschiedenen Nervenzelltypen kennzeichnende Muster zeigen und sich darüber hinaus aktivitätsabhängig verändern, so auch krankheitsbedingt.

## Äquivalentbilder
Nissl bezeichnete die Darstellung der unter gleichen Bedingungen angefärbten Schollen als Äquivalentbilder. Er hielt diese Strukturen für gesetzmäßige Veränderungen präformierter Gebilde. Erst 1955 erkannte man die Rolle des rauen Endoplasmatischen Retikulums (rER) für Nissl-Substanz. Es stellte sich jedoch heraus, dass die Nissl-Körper selbst keine festen Strukturen aufweisen; sie sind nicht an die Existenz des rER gebunden, sondern auch das Produkt einer Anfärbbarkeit freier Ribosomen. Daher sind Nissl-Granula auch als beliebig formbar oder schlicht als chromatophile Substanzen anzusehen. Durch Zentrifugieren werden sie vom Perikaryon entfernt und mehr gegen den Zellrand verlagert. Insofern stellt sich die Frage, ob die Nissl-Substanz in den gängigen Darstellungen womöglich als bloßes Abgußbild des rER aufzufassen ist. Als ein solches „Äquivalentbild“ würde sie Zwischenräume des endoplasmatischen Netzes zeigen. Allerdings sind hier auch die Neurofibrillen als mögliche feste endoplasmatische Bestandteile einer Nervenzelle zu berücksichtigen, die eventuell geeignet sind, Einfluss auf die lichtmikroskopische Struktur der Nisslschollen zu nehmen. Ungeklärt ist, weshalb sich die Nissl-Substanz bei motorischen und sensorischen Neuronen unterscheidet.

## Pathologische Befunde
Unter pathologischen Bedingungen kann sich die Nissl-Substanz verändert zeigen; es kann zur Chromatolyse kommen.